# Public Enemy
 (изговор: // прев. državni neprijatelj), poznatiji i kao PE, je hip-hop sastav iz Long Ajlеnda, poznat po politički angažovanim tekstovima, kritici medija i aktivnom rešavanju problema afroameričke zajednice.
Godine 2004, časopis Roling stoun je rangirao Public Enemy na 45. mesto na listi 100 najvećih izvođača svih vremena. Akleid mjuzik ih je postavio na 29. mesto najboljih izvođača svih vremena i najbolju hip hop grupu. Godine 2007. ušli su u Long Ajlеnd muzičku kuću slavnih.

## Naziv grupe
Chuck D je morao snimiti pesmu za radio-stanicu u kojoj je bio zaposlen, WBAU, i pozvao je lokalnog repera sa kojim je snimio pesmu. To je bio Flavor Flav, budući član grupe. Pesmu je nazvao Public Enemy No.1 ("državni neprijatelj br. 1") zbog sukoba s lokalnom scenom.
Državni neprijatelj je takođe naziv jednog od prvih gangsterskih film noira, klasik iz 1931. u kojem glumi Džejms Kegni.
Prema Čaku, S1W, je skraćenica od Security of the First World ("sigurnost prvog sveta"):
"predstavlja crnog čoveka koji može biti inteligentan koliko je i snažan. Predstavlja činjenicu da nismo ljudi Trećeg svijeta, mi smo ljudi Prvog sveta; mi smo originalni stanovnici (Zemlje)."
U pesmi Louder Than a Bomb, sa albuma It Takes a Nation of Millions to Hold Us Back, Chuck D otkriva da D u njegovom nadimku predstavlja "dangerous" ("opasan").

## Istorija

### Počeci
Dok je raznosio namještaj radeći sa svojim ocem, Chuck i Flav, tada u grupi Chuck and "Spectrum City", su izdali singl Check Out The Radio, te društveno angažovanu Lies; oboje će uticati na grupe iz RUSH produkcije — Run D.M.C. i Beastie Boys. Potpisali su ugovor s novom izdavačkom kućom Def Jam koju je vodio Rik Rubin.
Oko 1986, Bilu Stefni, bivšem glavnom uredniku na WBAU, je Rubin ponudio posao u izdavačkoj kući. Stefni je prihvatio, a njegov prvi zadatak je bio pomoći oko sklapanja ugovora s Chuckom D, čiju pesmu "Public Enemy No.1" je čuo od Andrea Brauna, zvanog Dr. Dre. Prema knjizi Kuki Lomel, The History of Rap Music:
"Stefni je mislio da je vreme da spojimo tvrdi stil Run DMC s politikom usmjerenom prema mladim crncima. Chuck je pozvao Spectrum City, koji je uključivao Henka Šoklija, njegovog brata Kejta Šoklija i Erika "Vietnam" Sadlera, kolektivno poznate kao 'The Bomb Squad,' da budu producentski tim, i dodao još jednog saradnika, Profesora Griffa, kao "ministra informisanja". S dodatkom Flavora Flava i s još jednim lokalnim DJ-jem koji se zvao Terminator X, rođena je grupa Public Enemy."

### Svetska slava (1987. — 1993)
Prvi album, Yo! Bum Rush The Show, su izdali 1987. uz odlične kritike. Potom su izdali revolucionarni It Takes a Nation of Millions to Hold Us Back (1988), koji se uspešnije prodavao nego prethodnik.
Nation of Millions... je proglašen albumom godine u časopisu The Village Voice, na izboru Pazz and Jop, i bio je prvi rep album koji je proglašen najboljim od rock and roll kritičara u većim časopisima. Osim toga je proglašen 18. najboljim albumom svih vremena od Acclaimed Music.
Nakon toga su izdali album Fear of a Black Planet, koji se smatra jednako militantnim i kontroverznim kao njihova prva dva izdanja. Taj je album najuspešniji od svih albuma koje su izdali do danas; godine 2005. je bio izabran za čuvanje u Kongresnoj knjižnici. Na njemu se nalaze singlovi kao što su "911 (is a Joke)", koji optužuje hitnu pomoć i druge hitne službe da kasnije dolaze u crnačke četvrti nego u belačke, i Fight the Power, koji mnogi smatraju himnom grupe. Singl se smatra jednim od najpopularnijih i najuticajnijih u istoriji hip-hopa te se provlači kroz film Spajk Lija Učini pravu stvar (Do the Right Thing). Rangirana je kao 84. najbolja pesma svih vremena po Acclaimedmusic.net.
Njihovo sledeće izdanje, Apocalypse '91...The Enemy Strikes Black, je nastavilo ovaj trend, s pesmama kao što su Can't Truss It i I Don't Wanna Be Called Yo Nigga.

### Nakon 1994.
Nakon 1994. Public Enemy su izdali niz albuma, kojima nisu dostigli kvalitet prvih 4. Isprobavali su i alternativne načine distribucije. Uticali su na mogućnosti distribucije muzike na internetu, jer su bili jedna od prvih grupa koja je izdavala albume u MP3 formatu, slabo poznatom u to vreme.

### Uticaj
Public Enemy su bili pioniri u mnogim pogledima. Kritičar Stefan Tomas Ervelajn je izjavio da su Public Enemy:
uneli elemente fri džeza, hard fanka, čak musique concrète, kroz vlastiti producentski tim, Bomb Squad, kreirajući gusti, silni zvuk različit od svega što je postojalo do tada
.
Prije PE, politički rep je bio ograničen na nekoliko snimki Ice-T-ja i KRS-One, i autora kao što su Gil Scott-Heron i The Last Poets; PE su bili prvi hip-hoperi koji su pesme izgradili na političkom stavu. S uspehom Public Enemy, hip-hop je odjednom bio preplavljen novim izvođačima koji su se posvetili afrocentričnim temama, kao što su Kool Moe Dee, Gang Starr, X Clan, Eric B. & Rakim, Queen Latifah, the Jungle Brothers i A Tribe Called Quest.
Bili su prva rep skupina koja je odlazila na proširene svetske turneje, što im je donijelo veliku popularnost i uticaj u Evropi i Aziji. Nastupili su dvaput i u Beogradu, 2003. i 2008. godine.
Public Enemy su pomogli definirati i kreirati takozvani "rep-rok" ili "repkor" žanr (rep kombinovan sa hard rokom ili hevi metalom) sarađujući su njujorškom treš metal grupom Антракс u 1991.. Singl Bring Tha Noize je bio mešavina polumilitantnih "black power" stihova, snažnih gitara i povremenog humora. Dve grupe, povezane međusobnim poštovanjem i ličnim prijateljstvom između Chucka D i predvodnika Antraksa Skota Iana, su predstavile dotad nepoznat žanr ljubiteljima roka, a dve na oko nespojive grupe su čak išle zajedno na turneju.
Članovi Bomb Squada su producirali ili remiksirali radove drugih izvođača kao što su Bell Biv DeVoe, Ice Cube, Vanessa Williams, Šinejd O'Konor, Blue Magic, Peter Gabriel, LL Cool J, Paula Abdul, Jasmine Guy, Jody Watley, Eric B & Rakim, Third Bass, Big Daddy Kane, EPMD i Chaka Khan.

## Kontroverze
Nekoliko članova PE su ozloglašeni po svojem svrstavanju s organizacijom Nation of Islam i njenim vođom Luisom Farakanom, čije su izjave i govori semplovani uz one Maloma X na nekoliko snimaka. Professor Griff (nakon što je pročitao knjigu The Secret Relationship Between Blacks and Jews, koja se skoro u celosti sastoji od citata koji se tiču uključenosti Jevreja u trgovinu robljem) je izjavio u razgovoru s Dejvidom Milsom iz The Washington Times da je većina Židova odgovorna za "većinu zla koje se zbivaju širom sveta".
Prema knjizi Chucka D, Fight The Power, nakon što je Griff citirao nekoliko židovskih izvora u intervjuima koji su usledili, Mils se pokajao zbog članka i ispričao Griffu. Priča se kasnije pojavila u članku objavljenom u časopisu Village Voice. Nakon toga je Griff napustio Public Enemy i osnovao vlastitu grupu, Last Asiatic Disciples, čiji su tekstovi bili čak radikalniji i politički direktniji.
Jedan od njihovih singlova se zvao Swindler's Lust, iskrivljujući naziv Šindlerove liste. Po izdavanju singla, grupu je osudila Anti-Defamation League iako je grupa izjavila da ne umanjuju događaje u Holokaustu, već uspoređuju ropstvo s Holokaustom.
Sister Souljah, tada malo poznata reperka i tekstopisac koja je gostovala na nekoliko njihovih pesama, je postala poznata u toku kampanje za američke predsjedničke izbore 1992, kad je Bil Klinton osudio njene radikalne stavove koje je izrazila u razgovoru s Dejvidom Milsom, koji je tada radio za The Washington Post.

## Diskografija
- 1987.: Yo! Bum Rush the Show
- 1988.: It Takes a Nation of Millions to Hold Us Back
- 1990.: Fear of a Black Planet
- 1991.: Apocalypse 91... The Enemy Strikes Black
- 1994.: Muse Sick-n-Hour Mess Age
- 1998.: He Got Game (soundtrack)
- 1999.: There's a Poison Goin' On
- 2002.: Revolverlution
- 2005.: New Whirl Odor
- 2006.: Rebirth of a Nation
- 2007.: How You Sell Soul to a Soulless People Who Sold Their Soul?

## Članovi

### Grupa
- Chuck D (Carlton Douglas Ridenhour) — vođa, producent, tekstopisac, glavni vokal
- Flavor Flav (William Jonathan Drayton, Jr.) — tekstopisac, vokal, producent, instrumentalista
- Professor Griff (Richard Griffin) — predvodnik S1W, veza između PE i S1W, voditelj turneje; povremeno vokal i producent, svira bubnjeve na nastupima uživo
- Brain Hardgrove — (gitarist, producent)
- DJ Lord (Lord Aswod) — DJ, producent
- Terminator X (Norman Rogers) — DJ, producent (bivši član)
- DJ Johnny Juice (John Rosado) — studijski DJ, producent

### Bomb Squad
Sledeći su članovi Bomb Squada, produkcijske grupe blisko povezane s PE (ponekad se smatraju i delom PE):
- Henk Šokli (Hank Boxley)
- Kejt Šokli (Keith Boxley)
- Erik "Vietnam" Sedler
- Gary G-Wiz

Chuck D se često navodi kao član Bomb Squada pod pseudonimom "Carl Ryder", skraćenim pravim imenom.

### S1W
Grupa S1W (skraćenica od "Security of the First World") se ponekad smatra delom Public Enemy-ja. Članovi se stalno menjaju, a činili su je, između ostalih:
- James Norman
- James Allen
- Roger Chillous
- John (Butch) "Pop" Oliver
- Shawn Kevin Carter, zvani "The Interrogator"
- Mike Williams
- Andrew Williams
- Dwayne Cousar
- Ronald Lincoln
- Keith "Krunch" Godfrey
- Jacob "Jake" Shankle
- Butch Cassidy (Aaron Allen) i njegova grupa "5ive-O" ili "the Interrogators."
- Harry Allen je takođe deo grupe, kao pisac, novinar i "ubica medija"

## Literatura
- Chuck D i Yusuf Jah (2007). Chuck D: Lyrics of a Rap Revolutionary. Off Da Books. ISBN 978-0-9749484-1-6.
- Chuck D i Yusuf Jah (1997). Fight the Power. Delacorte Press. ISBN 978-0-385-31868-6.
- Fuck You Heroes, Glen E. Friedman Photographs 1976-1991. 1994. ISBN 978-0-9641916-0-0., Burning Flags Press.

## Spoljašnje veze
- Služben stranica Public Enemy
- Službena video-stranica Public Enemy
- Opširne stranice posvećene Public Enemy
- Nedavna video-izdanja Public Enemy
- Chuck D's best story ever about Flavor Flav iz TV emisije The Hour.
- Razgovor s Chuckom D u časopisu Guitar Player
- Intervju Chucka D za Popboks